# Werner Rügemer
Werner Rügemer (Amberg, Alemania, 1941) es un comentarista, conferencista y escritor alemán. Él mismo se define como un "filósofo intervencionista".

## Biografía
Rügemer es originario de la región alemana Alto Palatinado y realizó sus estudios primarios y secundarios en Brendlorenzen/Rhön, Bad Neustadt an der Saale y Berchtesgaden. Sus estudios universitarios de Ciencia Literaria, Filosofía y Economía los absolvió en Múnich, Tubinga, Berlín y París. En 1979 finalizó su doctorado en la Universidad de Bremen sobre el tema Antropología filosófica y crisis de épocas. Estudio sobre la relación entre la crisis general del capitalismo y el fundamento antropológico de la Filosofía tomando como ejemplo a Arnold Gehlen. Fue cofundador de la Neue Rheinische Zeitung en 1999. Por razón de sus numerosas publicaciones, se han creado muchas iniciativas en la República Federal de Alemania.

## Periódicos, revistas y libros
Rügemer fue director Gerente de Servicio Civil Internacional (SCI) de 1967 a 1974. Después de varias experiencias en el mundo del periodismo, fue nombrado en 1974 a 1989 por el editor del mensual "Demokratische Erziehung". A partir de 1984 trabajó con radio y la TV así como comentarios para WDR, SWR, DLF y DLR. Desde 1986 trabaja como periodista freelance. Sus principales áreas de interés son la delincuencia corporativa y la criminalidad bancaria, tratando temas que van desde la corrupción. En la película de cine documental "Let's make money" (dirigida por Erwin Wagenhofer), explica la venta del tranvía vienés en virtud de un contrato de Cross-Border-Leasing.
En principio el trabajo de Werner Rügemer abarca tanto con el"Klüngel" (un grupo de la burguesía en Colonia), la corrupción y el crimen corporativo en su ciudad natal de Colonia, en los municipios europeos y en la economía global. Por lo tanto, Rügemer critica una tendencia a pervertir la democracia en Alemania y la "comunidad de valores occidentales", ya que la deuda pública, la corrupción y el enriquecimiento de las élites elegidas y no elegidas han alcanzado un nivel que se atribuyó sólo a " países en desarrollo ".
En sus publicaciones sobre la crisis financiera de 2008, pide la insolvencia liquidada de los bancos, que han especulado. Rügemer apoya el desmantelamiento de las tres principales agencias de calificación Standard & Poor's, Fitch Ratings y Moody's, así como cuatro importantes firmas de contabilidad KPMG, Price Waterhouse Coopers, Ernst & Young y Deloitte por sus obligaciones soberanas en todo el mundo.

### La nueva tecnología - la vieja sociedad. Silicon Valley.
En el libro de 1984, Werner Rügemer describió "El lado oscuro de la alta tecnología". Un estudio de campo de California, donde comenzó la revolución digital. Incluyendo historia de invenciones, condiciones de trabajo de trabajadores de fichas, entrevistas de científicos de Stanford, sindicalistas, ingenieros de bomberos, bomberos y una biografía de Steve Jobs.

### "Staatsgeheimnis Abwasser"
El "Staatsgeheimnis Abwasser" (Secreto de Estado - agua de escape) es un libro de 1994 de Werner Rügemer, el trabajo del debut del autor. En el que escribe sobre el ciclo de agua potable y alcantarillado, las aguas residuales industriales del sistema de corrupción, como ejemplifica la ciudad de Colonia.

### ¿Economías sin corrupción?
"Economías sin corrupción" es una novela de Werner Rügemer de 1996. El libro trata de la historia de la corrupción en la República Federal de Alemania y de la práctica internacional de Estados Unidos, Francia y Gran Bretaña en este campo.

### "Colonia Corrupta"
Una de las obras más importantes de Rümer es el libro "Colonia Corrputa - Privatización, Globalización y Corrupción en Colonia". Esto es publicado en 2005. En el que publicó un artículo sobre la planta de incineración de residuos de Colonia.

### El banquero
En 2006, el libro de Rügmer "Der Bankier", "Ungebetener Nachruf en Alfred Freiherr von Oppenheim", apareció en el comercio de libros. Además de algunos aspectos del sistema de partidos su Helmut Kohl. El libro revela que Kohl fue financiado secretamente por Sal. Oppenheim tomó en los años ochenta con por lo menos DM 1.3 millones.

### "Grasshoppers" en el espacio público
Werner Rügemer fue uno de los primeros en criticar las desventajas de [CBL] y de la Asociación Público-Privada (PPP). En su transmisión, Rügmer criticó la práctica de CBL de vender propiedades públicas a inversionistas privados estadounidenses. También criticó el próximo acuerdo por parte de las autoridades públicas con un plazo contractual de cien años. El tratado era en gran parte secreto. Con su libro "Leasing transfronterizo" profundizó la discusión. Este es un libro estándar sobre la expropiación global de las ciudades.

### Privatización en Alemania. Un presupuesto
En 2006, se publicó su libro "Privatización en Alemania - Un Presupuesto".En el libro, trazó un balance de proyectos de privatización lanzados e implementados desde 1984, y su impacto en los presupuestos públicos, los servicios públicos y la democracia.

### "Agencias de ranting - ideas sobre el poder capital del presente"
Ha escrito el ensayo “Las agencias de calificación” de 2014 donde intenta desvelar quiénes están detrás de la propiedad de estas agencias y hasta dónde llega su poder.
La primera legitimación la tuvieron las tres principales agencias de calificación (Standard & Poor’s, Moody’s y Fitch) ya en la década de 1970 en Estados Unidos. Desde entonces estas AC trabajan al servicio del Estado, con estatus oficial. Y tanto los prestatarios como empresas bancos o emisores de acciones están  obligados a regirse por las calificaciones de las AC. En los años 80-90 esta legitimación estatal fue exportada a otros países, lo que hizo que la Comisión Europea y todos los Estados de la UE adoptaran este sistema de calificación proveniente de EE. UU. Desde hace unos 20 años, la Comisión Europea hace que sean las AC las que supervisen el presupuesto de la UE, también bancos de la UE como el Banco de Inversiones Europeo son evaluados por las AC. Y finalmente este sistema de calificación fue adoptado tanto por los estatutos del Banco Central Europeo como por las supervisoras financieras de los Estados. Es decir, que tanto la UE como todos sus miembros se han obligado por ley a seguir las cualificaciones de estas tres agencias. Estos criterios de calificación fueron desarrollados tras la Segunda Guerra Mundial por el FMI y el Banco Mundial. Se sabe que tanto el FMI como el Banco Mundial se dedicaron a financiar grandes proyectos cuya ejecución fue concedida a empresas occidentales para construir centrales nucleares, eléctricas, carreteras o edificios públicos. Pero dado que ni el FMI, ni el Banco Mundial se dedicaron a fomentar la economía local de estos países. Estos no pudieron pagar los créditos, y entraron en una situación de sobreendeudamiento. Fue entonces cuando el FMI recurrió a medidas (ahora tan populares) como la venta de bienes públicos y la privatización de sistemas públicos de salud. Los Estados se vieron obligados a reducir y eliminar plantillas de funcionarios, bajar salarios, etc. De esta manera reconocemos la estrategia de las AC que consiste en dar grandes créditos y forzar  mediante la expropiación la devolución de la deuda. En primer momento no se recurrió a las agencias para cobrar la deuda de los Estados porque no se les otorgó la capacidad de calificar las deudas de estos, solo podían calificar otro tipo de instituciones. Al presentarse como agencias de carácter científico, experto y objetivo se les da capacidad de calificar la deuda de los Estados y se profesionalizan en su cobro. El economista de revisión de la Süddeutsche Zeitung, Rudolf Hickel, recomienda los críticos del libre capitalismo y los partidarios por igual. Rügemer reveló abiertamente la "intransparencia sistemáticamente bien mantenida, así como la falta de responsabilidad por las decisiones incorrectas" de las agencias.

### "Union Busting"
A partir de 2012, Rügmer trabaja con el periodista Elmar Wigand en el blog arbeitsunrecht.de sobre documentación y críticas de Union Busting en Alemania. Ambos autores exploran la lucha sistemática de los sindicatos, comités y empleados como un servicio profesional. En su libro "Die Fertigmacher", publicado en 2014, Rügemer y Wiegand analizan cómo se desarrolla un sector de ser vicios profesionales para combatir a trabajadores desagradables, comités laborales y sindicatos. Con los retratos personales de los actores respectivos y la descripción de diversos conflictos operacionales, los autores dan una idea de la práctica actual.

### "Die Fertigmacher"
El libro "Die Fertigmacher -Arbeitsunrecht und professionelle Gewerkschaftsbekämpfung" (Abuso de trabajo y lucha contra la unión profesional
trabajo) de Rügemer fue publicado en 2014. El libro analiza el fenómeno en el contexto de la ofensiva neoliberal desde los años 90.

### "Hasta que esta libertad ilumine el mundo"
Esta es una antología de una variedad de sus publicaciones. No se trata sólo de las grandes cuestiones de la relación transatlántica, sino también de lo que sucede en las ciudades, iglesias, empresas, oasis financieros, calles, salas de audiencias, administraciones, oficinas editoriales o en las artes, la música y la literatura.

## Membresía
Werner Rügemer fue cofundador de la iniciativa "Gemeingut der Bürgerinnenhand". Del 5 de mayo de 2007 al 16 de mayo de 2009 fue Presidente de "Business Crime Control".

## Reconocimiento por la actividad periodística
- El 17 de febrero de 2010 fue galardonado con el "Premio Friedrich-und-Isabel-Vogel de los fundadores de la Fundación" por la ciencia alemana por el reportaje "Quejas legales".[20] vom 5. Mai 2007 bis zum 16. Mai 2009 war er Vorsitzender von Business Crime Control;[21]
- En 2002, el Premio de Periodistas de la Federación de Contribuyentes por "100 Years Like One Day - Globalización Ciudad Secreta" (WDR / DLF 2001).
- En 2003, Rügemer ganó el premio del periodista de la Asociación de Empresas Comunitarias (VKU) por una emisión de radio sobre arrendamiento transfronterizo, cuya forma de operación a veces devastadora y las consecuencias para las autoridades y comunidades locales han revelado a Rügmer desde el año 2000 en Alemania y en Europa.[22]
- En 2007 recibió el premio "Change" de la artista Lucia Dellefant.
- En agosto de 2008, Werner Rügemer recibió el "Kölner Karlspreis".